# Clinical Toxicology
Clinical Toxicology, abgekürzt Clin. Toxicol., ist eine wissenschaftliche Zeitschrift, die vom Taylor & Francis-Verlag veröffentlicht wird. Die Zeitschrift ist das offizielle Publikationsorgan der American Academy of Clinical Toxicology (AACT), der European Association of Poisons Centres and Clinical Toxicologists (EAPCCT) und der American Association of Poison Control Centers (AAPCC). Die erste Ausgabe erschien 1968 unter dem Namen Journal of Toxicology Clinical Toxicology. Im Jahr 2005 wurde der Name auf Clinical Toxicology verkürzt. Derzeit werden zwölf Ausgaben im Jahr veröffentlicht.
Die Zeitschrift ist an den praktizierenden klinischen Toxikologen gerichtet und berichtet zu Themen von den Schnittstellen der klinischen Toxikologie mit der Intensivmedizin, der Arbeits- und Umweltmedizin, Public Health, regulatorischer Toxikologie, Pharmakologie und Pharmazie sowie analytischer und forensischer Pathologie.
Der Impact Factor der Zeitschrift lag im Jahr 2018 bei 4,396.